# Littérature wallonne
 (mars 2015).
Si vous disposez d'ouvrages ou d'articles de référence ou si vous connaissez des sites web de qualité traitant du thème abordé ici, merci de compléter l'article en donnant les références utiles à sa vérifiabilité et en les liant à la section « Notes et références ».
La littérature wallonne existe depuis le XVIe siècle ou le début du XVIIe siècle et a connu son « âge d'or », à la fin du XIXe siècle.
Cette période a vu l'efflorescence d’œuvres littéraires, de pièces de théâtre et d’œuvres poétiques, ainsi que la création de nombreuses troupes de théâtre et de périodiques.

## Histoire

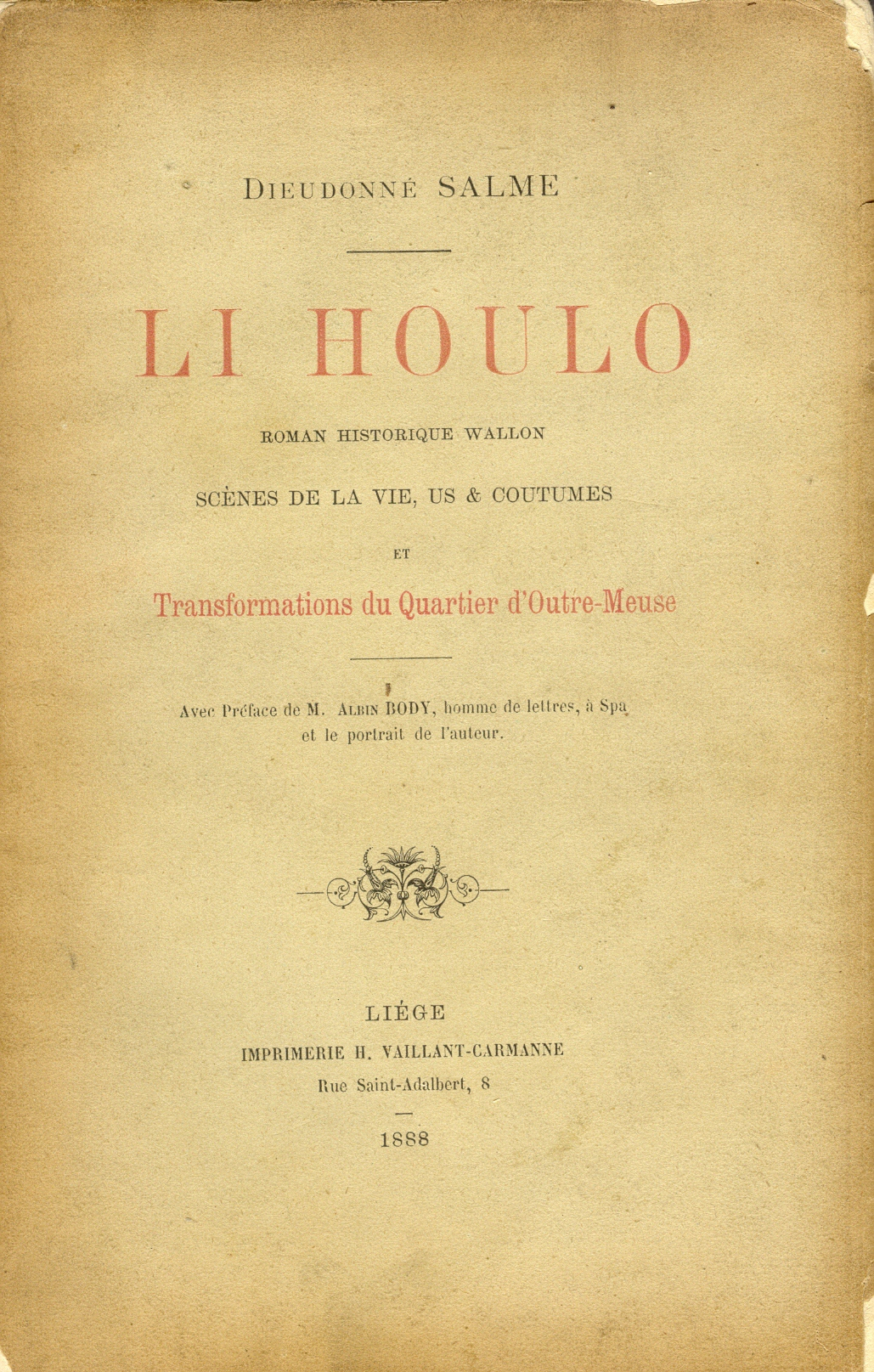
Li Houlo, premier roman écrit en wallon, est publié en 1888.

Les premiers textes écrits en territoire wallon l'ont été, en latin, du fait d'ecclésiastiques (moines, évêques) : Vita Sanctae Gertrudis (670), Vitae Landiberti (727), Liber de rectoribus christianis (vers 900).
Des siècles suivants demeurent (pas en wallon) :
- Xe : Séquence de Sainte Eulalie, Rithmus Teutonicus de piae memoriae Hludovico rege filio Hludvici aeque regis,
- XIe : Fecunda ratis (compilation de maximes et d'histoires, distiques),
- XIIe : Poème Moral,
- XIIIe : Godefroid de Fontaines,
- XIVe : Jean Froissart, Adenet le Roi,
- XVe : Jean Lemaire de Belges, Ystoire de Madame sainte Waudru (1433), Mystère de la Nativité (1478-1484),
- XVIe : Enffans du prince d’Amour, Le livre de conduite du Réggiseur, Compte des dépenses pour le Mystère de la Passion joué à Mons.

Le premier texte daté et conservé en original de la littérature en langue wallonne est le Sonèt lîdjwès â minisse du frère Hubert Ora, ou d’Heure, Mineur de Liège. Publié en 1622, il constitue la conclusion d’un débat théologique écrit, ayant opposé le théologien catholique, Louis du Château, au pasteur wallon, Daniel Hochedé de la Vigne, entre novembre 1618 et mai 1619. Parmi les thèmes récurrents de la littérature du début de la littérature wallonne du XVIIe siècle, on retrouve notamment des lamentations décrivant les horreurs de la Guerre de Trente Ans (1618-1648) qui affecta particulièrement les populations romanes des Pays-Bas méridionaux, comme dans l'extrait ci-dessous qui vitupère les exactions du seigneur de guerre Ernst von Mansfeld
| Wallon | Français |
| --- | --- |
| Dji n'sai si l'diâle n'èvolrè nin, ci dâné Mansfèl èt sès djins, si nos fârè letchî nos plâyes, sins çou qui l'boy l'abatrè mây, si l'tonîre nèl dirèn'rè nin, si l'plate pire Diè n' l' assomrè nin, si l'feû griyeûs n' djetrè nén s'flâme, qui lî graf'rè foû dè cwer l' âme, ci dine lâron, ci diâle volant, qui touwe pére èt mére èt èfants ! | J'ignore si le Diable emportera, ce maudit Mansfeld et ses gens, si nous devrons encore panser nos plaies sans que le bourreau ne l'achève, si le tonnerre le frappera, si contre une pierre plate Dieu le fracassera, si le feu grégeois l'atteindra de sa flamme, qui lui arracherait l'âme du corps ce perfide brigand, ce diable volant, qui tue père, mère et enfants! |

En 1863, la Société liégeoise de littérature wallonne réalise une traduction de l’Évangile de Saint-Mathieu, à la demande du prince Louis-Lucien Bonaparte qui regarde le dialecte liégeois comme le premier ou du moins comme devant être mis en tète de tous les patois de la langue d’oïl. La New York Public Library détient une importante collection d'œuvres littéraires en wallon, probablement la plus importante hors de la Belgique. Sur près de mille œuvres, vingt-six ont été publiées avant 1880. Ce chiffre augmente ensuite chaque année pour atteindre un pic de soixante-neuf en 1903. Après cela, les publications en wallon diminuent à onze en 1913.
Au XIXe siècle, des traductions des Fables d'Ésope sont réalisées, en liégeois, par Charles Duvivier (en 1842), Joseph Lamaye (1845), l'équipe de Jean-Joseph Dehin (1847, 1851-1852) et François Bailleux (1851-1867). D'autres adaptations sont réalisées par Charles Wérotte (Namur, 1844). Léon Bernus publie une centaine de fables de La Fontaine traduites dans le dialecte de Charleroi (1872). Au XXe siècle, Joseph Houziaux (1946) publie une sélection de cinquante fables dans le dialecte du Condroz.
Il existe des liens entre la littérature française et la littérature wallonne. Par exemple, l'écrivain Raymond Queneau a publié l'anthologie de la poésie wallonne de Maurice Piron aux éditions Gallimard. Ubu roi a été traduit par André Blavier, important pataphysicien de Verviers, et ami de Queneau, pour le nouveau théâtre de marionnettes de Liège de Jacques Ancion. Le Petit Prince a été traduit en wallon de Châtelet, par Jean-Luc Fauconnier, en 2008, en liégeois, par Guy Fontaine, en 2012, et en namurois, par Bernard Louis, en 2013.

## Auteurs de langue wallonne
- Joseph Mousset (1799-1870), auteur de pasquilles à caractère satyrique contre l'Eglise
- Joseph Dejardin (1819-1895)
- Nicolas Defrêcheux (1825-1874)
- Léon Bernus (1834-1881)
- Édouard Remouchamps (1836-1900)
- Henri Simon (1856-1939)
- Eugène Gillain (1882-1955)
- Jean Bosly (wa) (1883-1964)
- Gabrielle Bernard (1893-1963)
- Joseph Mignolet (1893-1973)
- Arthur Masson (1896-1970)
- Auguste Laloux (1906-1976)
- Willy Bal (1916-2013)
- André Henin (wa) (1924-1993)
- Roger Viroux (wa) (1927-2005)
- Lucien Somme (wa) (1932-2012)
- Joseph Bily (1940-)
- Chantal Denis (wa) (1952-)
- Lucien Mahin (1953-)
- Joël Thiry (wa) (1957-)[6]
- Laurent Hendschel (wa) (1966-)

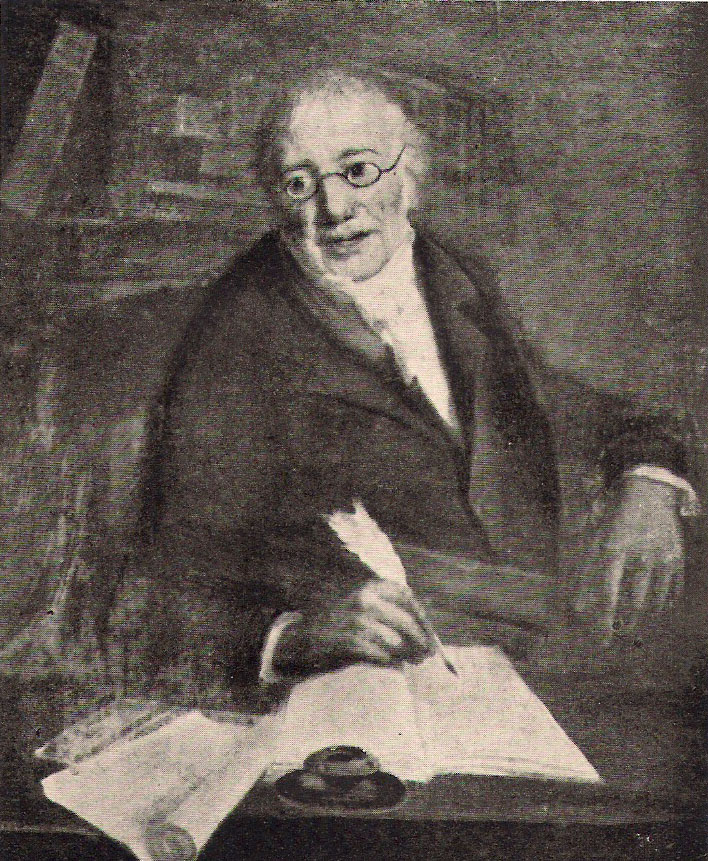
Charles-Nicolas Simonon
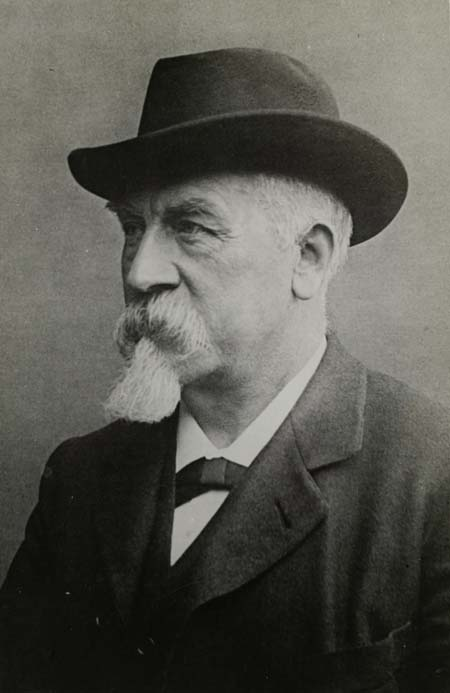
Édouard Remouchamps
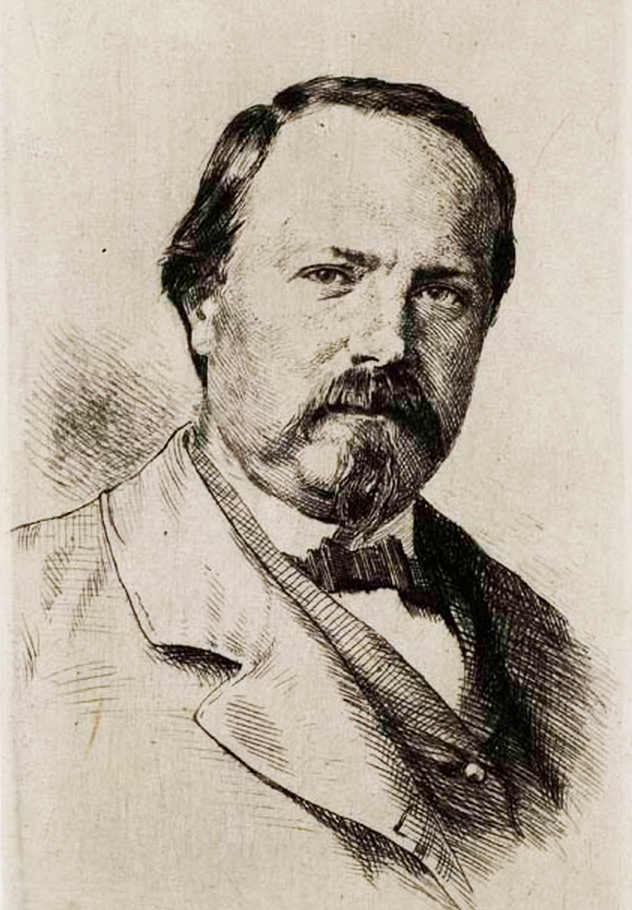
Nicolas Defrêcheux
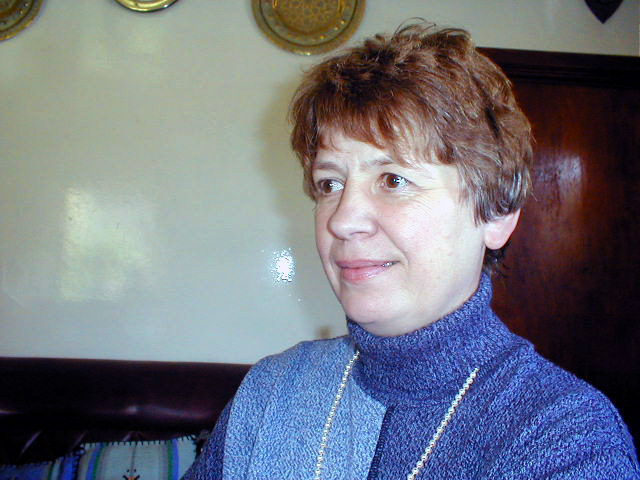
Chantal Denis (2002)
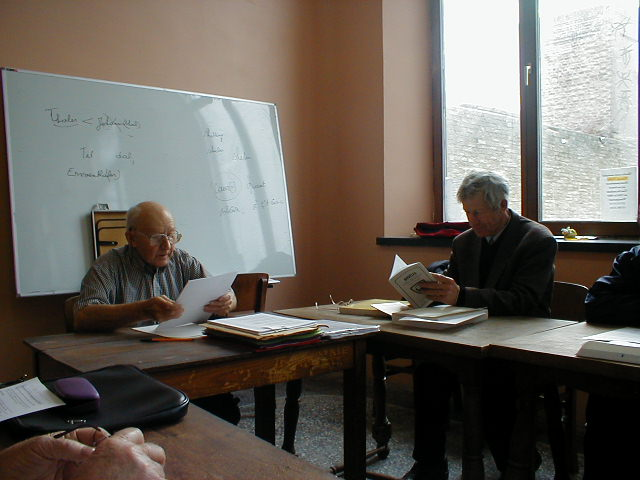
Roger Viroux (2002)
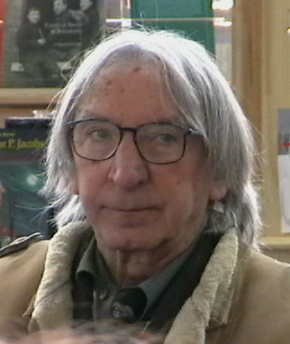
Émile Gilliard (2008)